# گمینا دوبروجنگ
گمینا دوبروجنگ (به لهستانی:  Gmina Dobrodzień) یک گمینا در لهستان است که در شهرستان اولسنو واقع شده‌است. گمینا دوبروجنگ ۱۶۲٫۸۴ کیلومتر مربع مساحت و ۱۰٬۶۵۱ نفر جمعیت دارد.